# Бакаров, Иван Тимофеевич
Иван Тимофеевич Бакаров (20 января 1914, Кишлеево, Собинский район — 29 апреля 1970, Владимир) — советский командир орудийного расчёта 1071-го истребительно-противотанкового артиллерийского Брестского Краснознамённого полка 11-го танкового корпуса 1-го Белорусского фронта, старший сержант — на момент представления к награждению орденом Славы 1-й степени. Один из полных кавалеров ордена Славы, награждённых в годы войны четырьмя орденами Славы (III степени — 19.01.1944, II степени — 19.09.1944, II степени — 08.03.1945, I степени — 31.05.1945).

## Биография
Родился 7 января 1914 года в селе Кишлеево Владимирского уезда Владимирской губернии (ныне — Собинского района Владимирской области), в крестьянской семье. Окончил 6 классов. Семья был многодетная и Иван с детства помогал родителям в поле, по хозяйству. В 1929 году ушёл с отцом работать на строительстве нового завода в городе Электросталь Московской области. Стал штукатуром, через год дошёл до 4 разряда.
В 1938 был призван в Красную Армию. Срочную службу проходил в зенитных частях на Дальнем Востоке, в городе Благовещенске. Окончил школу младших командиров. После демобилизации в 1939 году вернулся в город Электросталь и снова стал работать на стройке.
Осенью 1941 года, несмотря на бронь, Бакаров записывается в народное ополчение. Его направляют в истребительный батальон по борьбе с вражескими парашютистами и диверсантами, там окончил ускоренную школу снайперов. Зимой 1941—1942 годов в составе диверсионного отряда трижды забрасывался в тыл врага и всегда благополучно возвращался к своим.
В феврале 1942 года, когда истребительный батальон был расформирован, Бакаров был зачислен в РККА и направлен в артиллерийскую часть. Воевал на Брянском, 1-м Белорусском фронтах Член ВКП/КПСС с 1943 года.
В боях на Курской дуге расчёт, которым командовал сержанта Бакаров, выкатив орудие на прямую наводку, разбил пять дзотов противника, уничтожил четыре вражеских автомашины, рассеяло большую группу вражеской пехоты. За мужество и отвагу командир расчета был награждён орденом Красной Звезды.
Командир орудийного расчёта 1071-го истребительно-противотанкового артиллерийского полка старший сержант Иван Бакаров в боях 22—25 декабря 1943 года в двадцати километрах северо-западнее города Калинковичи Гомельской области Белоруссии подбил с бойцами расчёта штурмовое орудие, бронемашину и вывел из строя до взвода вражеской пехоты. За мужество и отвагу, проявленные в боях, 19 января 1944 года старший сержант Бакаров Иван Тимофеевич награждён орденом Славы 3-й степени.
11-й танковый корпус И. И. Ющука, являвшийся подвижной группой 69-й армии, вышел к польско-германской границе, установленной после первой мировой войны по реке Обре в районе к юго-западу Мезеритца. Корпус вышел к немецким укреплениям в районе города Бомст 27 января и преодолел их 29 января.
31 января 1945 года во время наступательных боёв близ польского города Бомста командир орудийного расчёта 1071-го истребительно-противотанкового артиллерийского полка старший сержант Иван Бакаров с воинами вверенного ему расчёта прямой наводкой уничтожил свыше десяти автомобилей и более полутора десятков противников. За мужество и отвагу, проявленные в боях, 8 марта 1945 года старший сержант Бакаров Иван Тимофеевич награждён орденом Славы 2-й степени.
В боях за столицу Германии Берлин в апреле 1945 года командир орудийного расчёта 1071-го истребительно-противотанкового артиллерийского полка старший сержант Бакаров И. Т. со своими подчинёнными подбил штурмовое орудие, истребил до взвода пехоты, несколько фаустников и подавил три вражеских пулемёта. В ходе одного из боёв старший сержант Бакаров был ранен, но не вышел из боя, продолжая командовать орудийным расчётом. Только когда прямым попаданием была выведена из строя пушка приказал отходить. Был направлен в медснабат. Не долечившись, сбежал в свой полк. Через несколько дней был снова ранен, на это раз серьёзно. День Победы встретил в госпитале.
Указом Президиума Верховного Совета СССР от 31 мая 1945 года за образцовое выполнение заданий командования в боях с немецко-вражескими захватчиками старший сержант Бакаров Иван Тимофеевич награждён орденом Славы 1-й степени, став полным кавалером ордена Славы.
В ноябре 1945 году старшина Бакаров И. Т. демобилизован. Вернулся во Владимир и горкомом партии был направлен в органы внутренних дел. С 1945 года служил командиром особого взвода Управления Министерства государственной безопасности СССР по Владимирской области. С 1951 года — командир отделения и старшина взвода регулирования уличного движения в городах Ярославль и Владимир. С 1968 года — на пенсии.

Могила на кладбище «Байгуши»

Жил в городе Владимир. Скончался 29 апреля 1970 года. Похоронен на кладбище «Байгуши» под Владимиром.
Награждён орденами Красной Звезды, Славы 1-й, 2-й, 3-й степеней, медалями «За боевые заслуги», «За трудовое отличие», двумя медалями «За безупречную службу», юбилейными медалями.
В городе Владимире фотография кавалера ордена Славы трёх степеней И. Т. Бакарова установлена на Аллее Героев, а мемориальная доска — на здании областного Управления внутренних дел, на д. 46б на Проспекте Строителей.